# Street Transvestite Action Revolutionaries
Street Tranvestite Action Revolutionaries (STAR) est une organisation militante dédiée au soutien des personnes queers et trans, des travailleuses du sexe, des personnes vivant à la rue et des personnes incarcérées, fondée en 1970 par Sylvia Rivera et Marsha P. Johnson, deux femmes trans racisées vivant à New York,.
Le STAR était un collectif politique anti-assimilationniste et fondé sur l'entraide qui fournissait également des logements et des soutiens financiers aux jeunes LGBT et aux travailleurs et travailleuses du sexe sans abri dans les quartiers sud de Manhattan. Rivera et Johnson étaient les « mères » du foyer et finançaient l'organisation en grande partie grâce au travail du sexe.
Malgré ou en raison de sa brève existence (1970-1973), le STAR est considérée par beaucoup comme un modèle et une organisation pionnière dans le mouvement de libération queer et trans.

## Histoire

### Origine

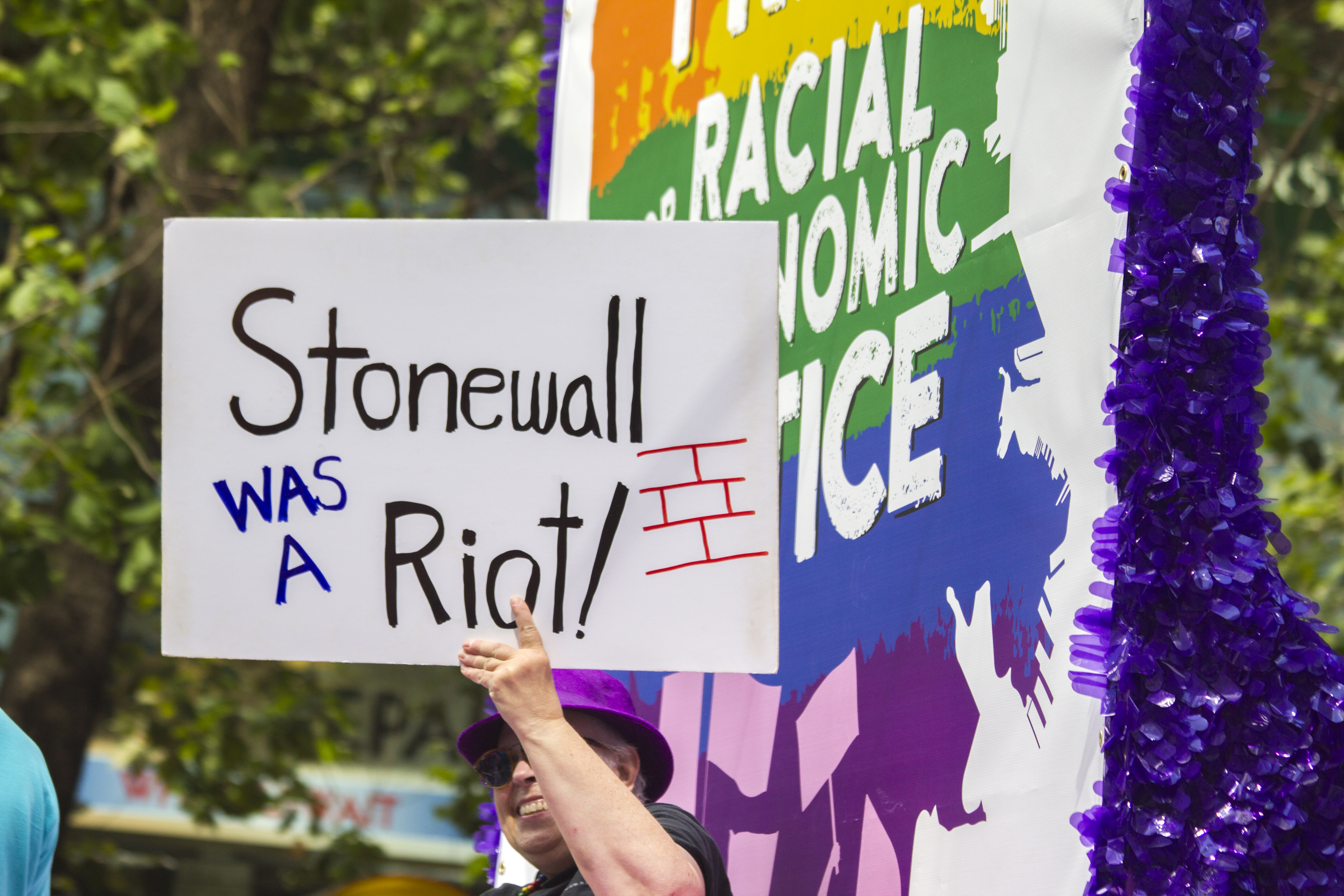
Pancarte « Stonewall était une émeute » lors d'une manifestation à Berkeley, Californie en 2016.

Les deux fondatrices du STAR sont des militantes historiques des droits LGBT. Elles étaient toutes deux présentes lors des émeutes de Stonewall en 1969 et au cours de la période intense du mouvement de libération gay qui a commencé à la suite de Stonewall.
Le STAR est fondé à l'occasion des manifestations qui ont lieu dans la foulée de l'interdiction, par l'Université de New York, d'une partie des célébrations anniversaires des émeutes de Stonewall. Le Christopher Street Liberation Day Committee (à l'origine de la Gay Pride) avait en effet organisé, pour l'automne 1970, une série de Dance-a-Fairs, des événements de danse qui devaient se produire au Weinstein Hall de l'Université de New York pour collecter des fonds servant à la communauté LGBT : frais juridiques, accès au soin, accès au logement. Après que l'administration de l'Université de New York a compris que ces événements étaient programmés par une organisation gay, elle annule les événements. Le 20 septembre 1970, un sit-in est organisé pour répondre à l'interdiction par le NYU Gay Student Liberation, le Gay Liberation Front (GLF), les Radicalesbians et d’autres groupes militants, qui obtiennent finalement le droit d'utiliser les lieux.

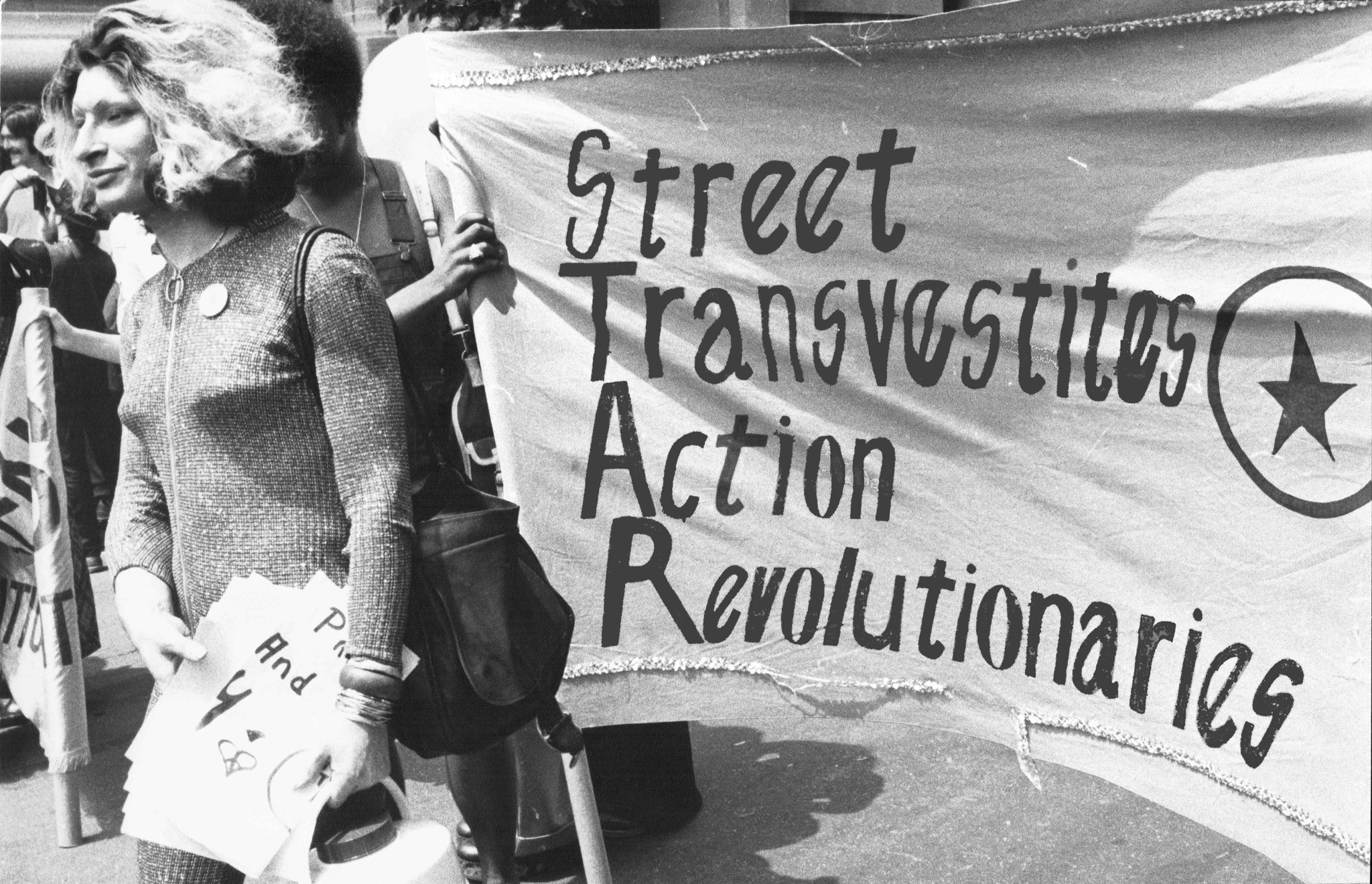
Sylvia Rivera lors d'un rally du STAR en 1970.

C'est au cours des cinq jours de sit-in, pendant lesquels les militants établissent de nombreux réseaux entre eux, que Rivera a pour la première fois l'idée de ce qui allait devenir la STAR House. Au cours du dernier jour du sit-in, les militants sont expulsés de force par la police anti-émeute. Après leur expulsion, les militants se rassemblent sur les marches de Weinstein Hall. Rivera et d'autres militants trans sans-abri ont été les derniers à se disperser, après que d'autres militants eurent abandonné la manifestation. Peu de temps après, Rivera publie un dépliant intitulé «GAY POWER: QUAND LE VOULONS-NOUS ? ET LE VOULONS-NOUS ?» sous le nom de Street Transvestites for Gay Power. Elle y critique l'absence de solidarité avec ceux qui se battent contre les brutalités policières et appelle à une « puissance gay » qui soit au service des plus pauvres, des personnes qui vivent à la rue et des personnes incarcérées.

### Formation officielle et création de la STAR House

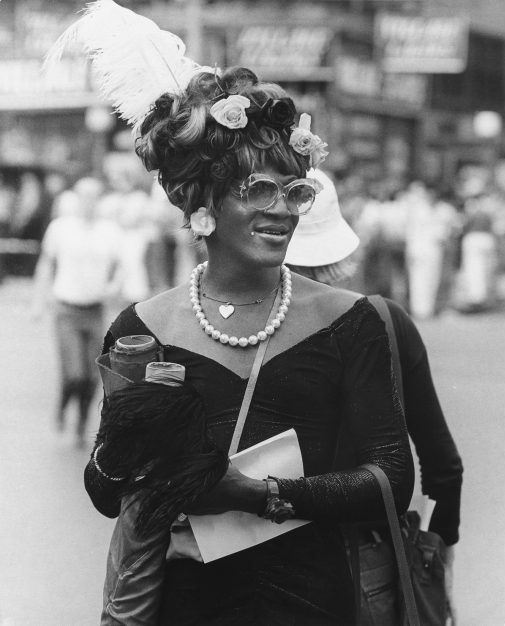
Marsha “Pay It No Mind” Johnson, en 1970.

STAR est officiellement fondée après les sit-in du Weinstein Hall. Au départ, Rivera voulait que Marsha P. Johnson soit présidente du STAR, mais Johnson a refusé, affirmant que l'offre était flatteuse, mais qu'une personne « qui pensait de manière plus linéaire et qui était meilleure en planification à long terme » serait plus adaptée pour le poste. En plus d'organiser des réunions et d'assister à des manifestations pendant cette période, le STAR cherchait à fournir un logement aux jeunes personnes trans et gays vivant à la rue.

Rivera et Johnson vivaient elles-mêmes souvent à la rue. Lorsqu'elles pouvaient louer une chambre d'hôtel ou un appartement, elles y faisaient entrer des amis sans abri - parfois jusqu'à 50 à la fois.

« Le STAR a été conçu pour les gays à la rue, pour les personnes sans abri, pour toutes celles et ceux qui avaient besoin d'aide à l'époque. Marsha et moi, on s'était toujours débrouillées pour que les amies puissent dormir dans nos chambres d'hôtel, quand on en avait. Et donc on a décidé de se trouver un bâtiment. On essayait de se défaire du contrôle de la mafia sur les bars. »

— Sylvia Rivera, Interview avec Leslie Feinberg (1998)
En collaboration avec le Gay Liberation Front, le STAR organise une danse pour collecter des fonds le 21 novembre 1970 et grâce à ces fonds, elles achètent la STAR House. Il s'agit d'un appartement de 4 chambres dans un immeuble délabré au 213 East 2nd Street, dans l'East Village à New York. L’appartement n’a ni électricité ni chauffage, mais Rivera, Johnson et les habitantes commencent à le réparer ensemble. Rivera et Johnson avaient l'habitude de parcourir les rues pour que tout le monde soit nourri et abrité, et pour empêcher « leurs enfants » (les personnes recueillies) d'avoir à faire de même,. Cette STAR House a été active jusqu'en juillet 1971.

### Poursuite de l'activisme et coup d'arrêt
Après la fermeture de la STAR House en raison de conflits avec la mafia, le STAR se concentre sur la reconnaissance des personnes trans au sein du mouvement de libération gay et dans la société en général:146.
Le groupe rejoint les militantes gay et lesbiennes dans la campagne pour Intro 475, un projet de loi municipal que la Gay Activists Alliance a contribué à introduire et qui visait à obtenir des protections contre la discrimination fondée sur l'orientation sexuelle. Les membres du STAR et du Queens Liberation Front critiquent la GAA pour avoir ignoré les protections des personnes trans, ce qui, selon eux, était une démarche intentionnelle visant à garantir l'adoption du projet de loi. Au cours des audiences pour l'Intro 475, Rivera lit une déclaration concernant la violence physique et le refus de logement aux personnes trans:152.

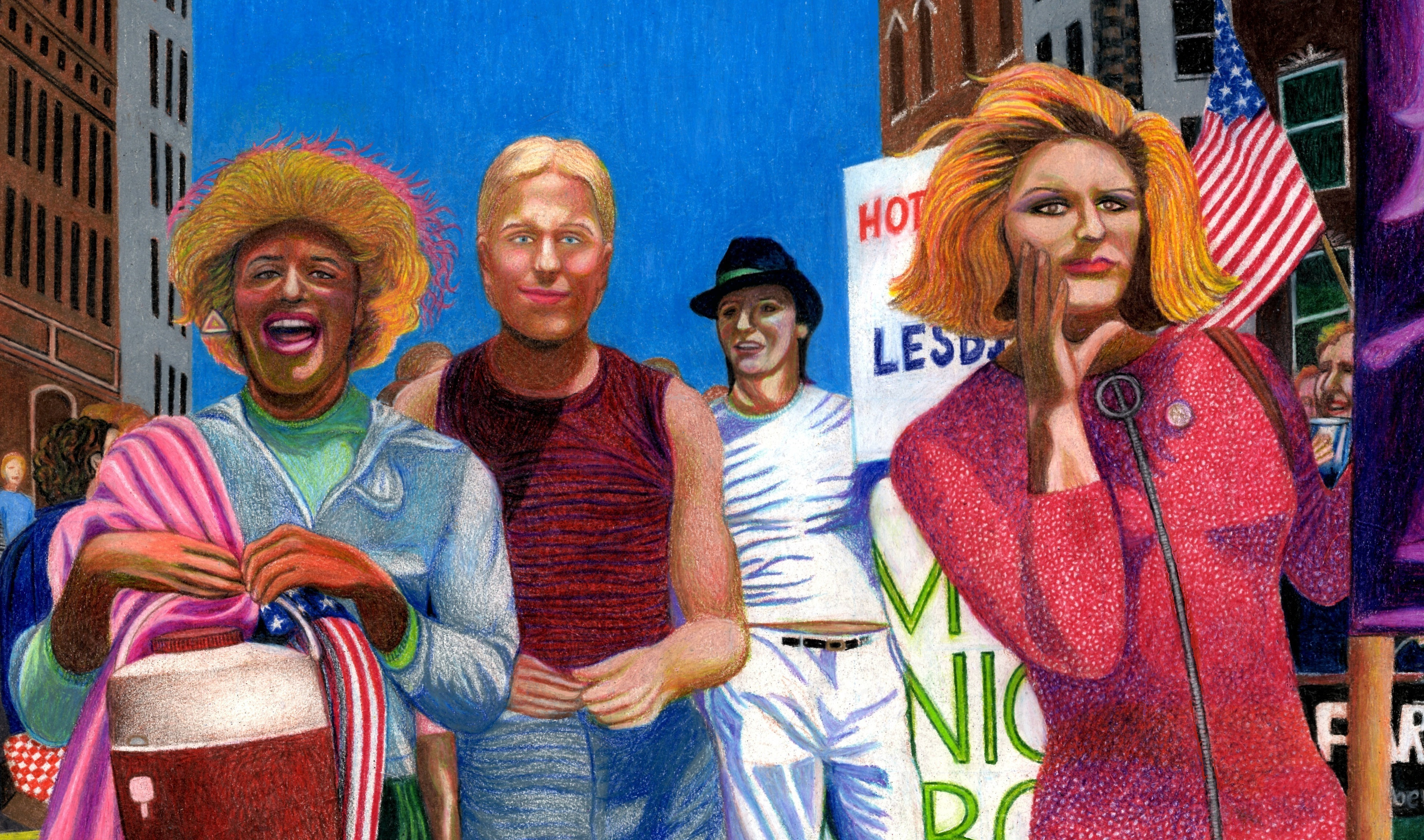
Marsha P. Johnson, Joseph Ratanski et Sylvia Rivera à la Gay Pride de 1973 à New York City (peinture par Gary LeGault, 2016)

En 1972, le STAR cesse de tenir réunion et sa présence décline dans les manifestations new-yorkaises,:15. Bien que le STAR n'ait pas de date de fin officielle, Rivera marque le jour de défilé en commémoration de la libération de Christopher Street, le 24 juin 1973, comme la mort du STAR. Estimant que les individus de genre non conforme, le contingent STAR, et les drag queens en particulier, étaient intentionnellement invitées à rester à l'arrière de la marche et en dehors de la scène. Rivera et une autre queen, Lee Brewster, prennent d'assaut la scène pendant un discours de l'activiste féministe Jean O'Leary du Lesbian Feminist Liberation. Rivera saute sur la scène et se saisit du micro, :

« On m'a battue. On m'a cassé le nez. On m'a jetée en prison. J'ai perdu mon appartement pour la libération gay et c'est comme ça que vous me traitez ? [...] Si vous pouvez aller dans les bars, c'est à cause de ce que les drag queens ont fait pour vous, et ces connasses nous disent d'arrêter d'être nous-mêmes ?! »

— Sylvia Rivera, “Y’all Better Quiet Down” Original Authorized Video, 1973 Gay Pride Rally NYC
Rivera continue son discours en critiquant les programmes assimilationnistes du mouvement de libération gay, en particulier leur manque d'intérêt pour leurs frères et leurs sœurs incarcérées, qui, quand elles cherchent de l'aide auprès de la communauté, « n'écrivent pas aux femmes, n'écrivent pas aux hommes : ils et elles écrivent au STAR. » À la suite de quoi, Rivera scande « Gay Power, Gay Power ». Jean O'Leary reprend ensuite la parole et critique les performances des drag queens comme misogynes et humiliantes pour les femmes. Lee Brewster du Queens Liberation Front prendra la parole à la suite d'O'Leary, critiquant les lesbiennes qui cherchent à exclure les personnes trans du mouvement de libération gay:159–160.

Pour Rivera, les commentaires d'O'Leary représentaient un mouvement de libération gay qui en était venu à exclure de plus en plus les queens et les personnes trans. Après le rassemblement, Rivera choisit de quitter le mouvement pendant des années. Elle s'installe dans le nord de l'État de New York 

« Nous sommes mortes en 1973, l'année du quatrième anniversaire de Stonewall. C'est le jour où on nous a dit clairement : vous êtes une menace pour les femmes, vous êtes une honte pour nous -- tout ça parce qu'il y avait des lesbiennes qui étaient offensées par notre maquillage et nos vêtements. Ca s'est joué sur scène, au milieu de Washingston Square Park : une bataille entre moi et des gens que je considérais pourtant comme des camarades et des amies. »

— Sylvia Rivera, Queens In Exile, The Forgotten Ones

### Résurrection
Après le meurtre d'Amanda Milan le 20 juin 2000, Rivera a brièvement « ressuscité » le STAR le 6 janvier 2001, sous le nouveau nom Street Transgender Action Revolutionaries. Après avoir été honorée en Italie à l'occasion de la Millennium March en 2000 comme « la mère de toutes les personnes gays », Rivera continue à travailler pour faire avancer la lutte en faveur du projet de loi sur les droits civiques des personnes trans dans la ville et dans l'État de New York et à lutter pour l'autodétermination de toutes les personnes non-conforme de genre.

## Idéologie politique
Sylvia Rivera et Marsha P. Johnson développent une perspective spécifique sur les luttes pour la libération qui implique une vision intersectionnelle de l'émancipation. Elles écrivent un manifeste en 1970 décrivant l'idéologie politique et les revendications du STAR, dans lequel elles s'identifient comme une armée révolutionnaire opposée au système. Le Manifeste condamne l'homophobie, le racisme, l'incarcération ciblée, le harcèlement policier et le comportement prédateur des hommes en prison à l'égard des prisonniers homosexuels et transgenres. Parmi leurs revendications figurent le droit à l'autodétermination, la fin de la discrimination à l'embauche et la lutte contre le harcèlement de rue.

« Nous voulons un gouvernement révolutionnaire, où les travesties, les personnes à la rue, les femmes, les homosexuels, les porto-ricains, les indigènes et tous les peuples opprimés sont libres, et pas baisés comme nous le sommes par ce gouvernement qui nous traite comme la lie de l’humanité et nous tue comme des mouches, les unes après les autres, et nous jette en prison pour mourir. Ce gouvernement dépense des millions de dollars pour aller sur la lune, et laisse les Américains pauvres mourir de fin. POUVOIR AU PEUPLE. S.T.A.R. »

— Sylvia Rivera et Marsha P. Johnson, S.T.A.R. Manifesto, 1970
Le Manifeste présente une perspective socialiste ou marxiste transgenre, avec des exigences en matière d'éducation gratuite, de soins de santé, de nourriture et de services sociaux pour tous les peuples opprimés, et un langage qui distingue les membres du STAR des associations pour les droits gays et lesbiens de l'époque. Du point de vue de Rivera et Johnson, la liberté personnelle ne dépend pas seulement de leurs propres droits individuels, mais aussi de la libération de tous les peuples opprimés.

## Activisme ultérieur des fondatrices

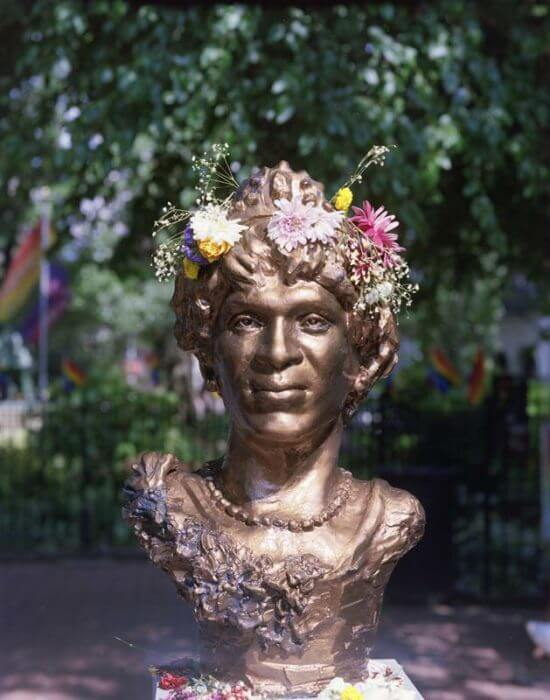
Sculpture de Marsha P. Johnson installée dans Christopher Park le 24 août 2021.

Après la dissolution du STAR, Marsha P. Johnson milite au sein d'ACT-UP. En 1992, le corps de Johnson est retrouvé dans le fleuve Hudson, au large des quais de Christopher Street, dans des circonstances suspectes. Alors que la police considère initialement la mort de Johnson comme un suicide, ses amis, sa famille et plusieurs témoins pensent que Johnson a été assassinée. La pression du public conduit à la réouverture du dossier vingt ans plus tard.
Alors que la majorité de la communauté gay vient de plus en plus assimilationniste, Rivera en particulier se retrouve souvent en désaccord avec les organisateurs des défilés de la Gay Pride new-yorkaise et d'autres groupes LGBT traditionnels qui pratiquent une « politique de respectabilité » ou qui considèrent les drag queens comme misogynes. Malgré l’opposition dominante, Rivera continue à faire pression pour l’inclusion des personnes trans et de toutes les personnes non conformes de genre dans les organisations et la législation LGBT,. Après avoir vécu dans le nord de l'État de New York pendant de nombreuses années, Rivera revient dans la ville de New York après la mort de Marsha P. Johnson, vivant à nouveau pendant un certain temps sur la « jetée gay » des quais de Christopher Street, et travaillant pour organiser et soutenir les sans-abri, en particulier ceux atteints du SIDA et problèmes de toxicomanie,. Rivera meurt d'un cancer du foie en 2002.

## Héritage
En 1995, Rusty Mae Moore et Chelsea Goodwin, inspirés par STAR House, créent leur propre maison/refuge appelé Transy House, où Sylvia Rivera vivra finalement une fois de retour à New York après la mort de Marsha P. Johnson.
Dans une interview figurant dans le documentaire de 2012, Pay It No Mind: The Life & Times of Marsha P. Johnson, Johnson attribue à Rivera la création du STAR, et Johnson et ses amis discutent du travail accompli par le groupe.
En 2013, Untorelli Press a publié Street Transvestite Action Revolutionaries: Survival, Revolt, and Queer Antagonist Struggle, une collection de documents historiques, d'entretiens et d'analyses critiques relatifs à STAR.

## Voir également
- Histoire LGBT
- Droits LGBT aux États-Unis
- Liste des organisations de défense des droits LGBT